# Polymixis deliciosa
Polymixis deliciosa là một loài bướm đêm trong họ Noctuidae.